# Sonita Alizadeh
Sonita Alizadeh (Herat, 1996) es una rapera y activista afgana que se ha convertido en la voz contra los matrimonios forzados. Alizadeh llamó la atención inicialmente cuando publicó Novias en venta, un vídeo en el que rapea sobre las hijas que son vendidas por sus familias para casarse. Con ayuda de Rokhsareh Ghaem Maghami, una directora iraní, documentó su notable historia en la película Sonita'. Alizadeh filmó el vídeo para huir de un matrimonio que sus padres planeaban para ella, incluso cuando es ilegal para las mujeres cantar públicamente en Irán, donde vivía entonces. Después de publicar el vídeo en YouTube, Alizadeh fue contactada por el grupo Strongheart que le ofreció una visa para estudiar en Estados Unidos, donde actualmente reside.

## Trayectoria
Creció en Herat, en Afganistán, bajo el régimen talibán. Su familia consideró venderla como novia cuando ella tenía 10 años, hecho que Alizadeh ha declarado que no entendía completamente en ese momento. Pero el matrimonio no se produjo, ya que su familia huyó a Irán del régimen talibán. Allí, trabajó limpiando baños, mientras aprendía a leer y escribir por sí misma.
Durante este tiempo, también descubrió la música del rapero iraní Yas y del estadounidense Eminem. Inspirada por su música, empezó a escribir sus propias canciones. En 2014, Alizadeh participó en un concurso de canciones que motivaran al pueblo afgano a votar en las elecciones. Ganó un premio de 1.000 dólares que envió a su madre, que había regresado a Afganistán.
Con 16 años, poco después de haber ganado el concurso, su madre le pidió que regresara a Afganistán para venderla en matrimonio a un hombre, por el que intentaba ganar una dote de 9.000 dólares para que su hijo mayor pudiera asimismo adquirir una novia. Ante esta situación, la directora iraní Rokhsareh Ghaem Maghami decidió pagar 2.000 dólares a la madre de Alizadeh para poder rodar con ella el documental Sonita sobre su historia durante seis meses. La película fue estrenada en el International Documentary Film Festival de Ámsterdam en noviembre de 2015, y consiguió buenas críticas. También se proyectó en el Festival de Cine de Sundance, donde ganó el premio del jurado, y en el Festival Internacional de Cine de Seattle con una respuesta excepcionalmente buena.
Durante el tiempo de rodaje del documental, Alizadeh escribió Novias en venta y Ghaem filmó el vídeo musical, que consiguió mucha atención internacional. El vídeo no fue sólo popular entre mujeres en Afganistán, sino que también llamó la atención del grupo Strongheart, que consiguió llevar a Alizadeh a Estados Unidos, donde vive y estudia en la academia Wasatch con una beca completa.

## Premios y reconocimientos
En 2015, fue incluida en la lista de las 100 mujeres de la BBC.
En 2017 Premios Asia Game Changer
En 2018, MTV Europe Music Awards- Premio al cambio de generación
En 2021, Premio a la Libertad creado por la Región de Normandía en colaboración con el Instituto Internacional para los Derechos Humanos y la Paz. La rapera comprometido contra el matrimonio forzado fue elegida por más de 5.000 jóvenes en todo el mundo. Y recibe además el Premio Humanitario Muhammad Ali Ganador de los Seis Principios Básicos por Convicción.